# Borexino
Borexino ist ein Experiment der Teilchenphysik, mit dem aus der Sonne stammende Neutrinos niedriger Energie erforscht werden. Die Bezeichnung „Borexino“ ist das italienische Diminutiv von BOREX (Boron solar neutrino experiment). Das Experiment befindet sich in den Laboratori Nazionali del Gran Sasso und repräsentiert eine internationale Gruppe mit Forschern aus Italien, den Vereinigten Staaten, Deutschland, Frankreich und Russland. Das Experiment wird von verschiedenen nationalen Institutionen wie INFN und NSF finanziert.

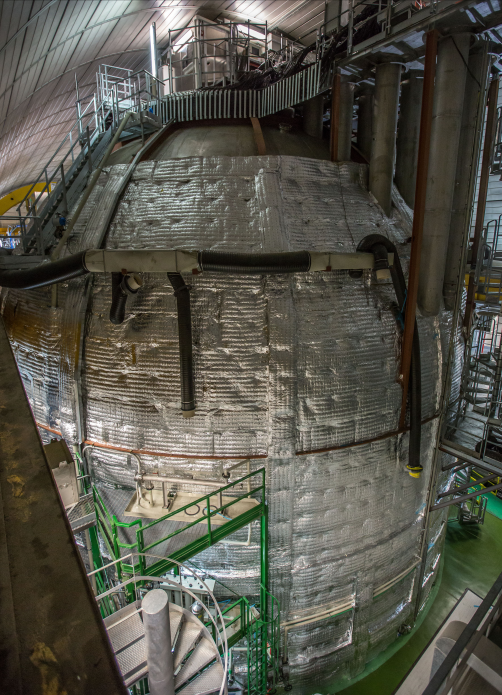
Das Borexino-Experiment im September 2015

Der Detektor ist ein Flüssigszintillator, der sich in einer Kugel aus rostfreiem Stahl befindet, abgeschirmt durch einen Wassertank. Hauptziel des Experiments ist die präzise Vermessung der monoenergetischen Neutrinos von der Sonne, die beim Elektroneneinfang von Beryllium-7 entstehen, um die Ergebnisse mit den theoretischen Vorhersagen zu vergleichen. Solche Neutrinos entstehen bei der Proton-Proton-Reaktion. Auch Sonnenneutrinos aus anderen Prozessen (Bor-8, pep und CNO) können nachgewiesen werden. Damit gewinnen die Forscher Erkenntnisse über die Kernfusionsprozesse im Kern der Sonne und auch über Neutrinooszillation. Es sollen auch Antineutrinos aus dem Erdinnern und Atomkraftwerken gemessen werden. Das Projekt könnte auch Neutrinos von Supernovae in der Milchstraße auffinden. Borexino ist Teil des Supernova Early Warning Systems.
Als Teil des Borexino-Experimentes sollte das SOX-Projekt nach sterilen Neutrinos suchen. Aufgrund von Problemen bei der Herstellung der Neutrinoquelle wurde das Projekt abgebrochen.
Sprecher war 1990 bis 2011 Gianpaolo Bellini. Zu den führenden Wissenschaftlern gehört auch Frank Paul Calaprice.

## Resultate

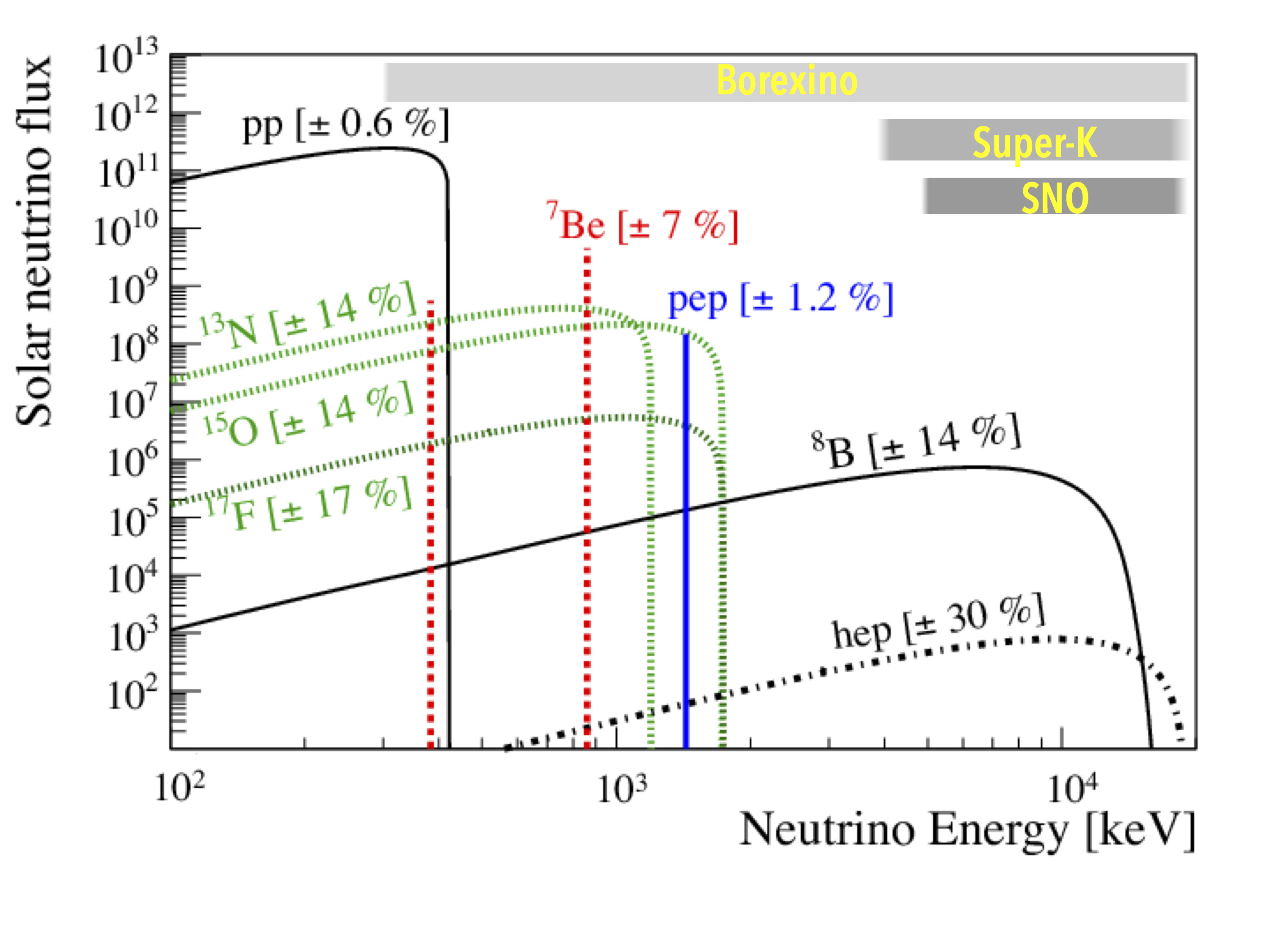
Die grauen Bänder vergleichen die Regionen, in denen die Solar-Neutrino-Teleskope, die in der Lage sind, die Energie der Ereignisse zu messen, empfindlich sind. Zu beachten ist, dass die Vorhersagen von Solarmodellen im logarithmischen Maßstab gegeben sind: Super-Kamiokande und SNO können etwa 0,02 % der Gesamtmenge beobachten, während Borexino jede Art von vorhergesagtem Neutrino aus der Sonne beobachten kann.

Ab Mai 2007 begann der Borexinodetektor mit der Datenaufnahme. Im August 2007 wurden erstmals Beryllium-7-Neutrinos aus der Sonne gemessen, wobei die Messung in Echtzeit erfolgte. Die Daten wurden 2008 erweitert und präzisiert.
2010 wurden erstmals Neutrinos aus dem Erdinnern beobachtet. Es handelt sich um Antineutrinos die aus den Zerfällen von Uran, Thorium, Kalium, und Rubidium entstehen.
2011 veröffentlichte das Experiment eine Präzisionsmessung von Beryllium-7-Neutrinos aus der Sonne, und im selben Jahr Sonnenneutrinos aus pep-Reaktionen.
2012 veröffentlichten sie die Resultate von Messungen der Geschwindigkeit von CNGS-Neutrinos von CERN nach Gran Sasso. Die Resultate waren in Übereinstimmung mit der Lichtgeschwindigkeit. Siehe Messungen der Neutrinogeschwindigkeit.
Ende August 2014 veröffentlichte die Borexino Kollaboration die Resultate zur Messung des primären Proton-Proton-Fusionsprozesses in der Sonne. Dies stellt die erste direkte Messung der sogenannten primären pp Neutrinos dar.
2020 gelang es Borexino auch Neutrinos aus dem zweiten Fusionsprozess der Sonne neben dem pp-Prozess, dem CNO-Zyklus nachzuweisen.

## SOX-Projekt
SOX ist das englische Akronym für „short distance neutrino oscillations with Borexino“. Das Projekt sieht vor eine künstliche Antineutrinoquelle im Tunnel unterhalb des Borexino Detektors zu installieren. Die Aktivität des radioaktiven Betastrahlers (Cer-144) wird ca. 100 kCi betragen. Ce-144 zerfällt mit einer Halbwertszeit von ca. 285 Tagen in Praseodym-144. Die lange Halbwertszeit ermöglicht Transport und Installation der Antineutrinoquelle, während der hohe Q-Wert von Pr-144 (oberhalb der Schwelle für den inversen Betazerfall) letztendlich die Antineutrinos zur Detektion liefert. Der Nachweis soll über den inversen Betazerfall erfolgen. Hierbei wird ein promptes Signal, bestehend aus der Positronannihilation, und ein verzögertes Signal durch den Einfang des Neutrons am Wasserstoff detektiert. Dies soll eine besonders untergrundarme Messung ermöglichen. 

Als weitere Option wird die Installation einer künstlichen Neutrinoquelle (Chrom-51) erwogen. Der Nachweis wird hierbei analog zur Analyse der solaren Beryllium-7-Neutrinos erfolgen.

Der Beginn der Expositionsphase von CeSOX ist für Ende 2016 vorgesehen. Das Projekt wurde inzwischen abgesagt, da die notwendige Neutrinoquelle auf Grund technischer Probleme in der Wiederaufbereitungsanlage Majak nicht geliefert werden kann.
Eine internationale Arbeitsgruppe veröffentlichte am 26. Juli 2019 ein Papier, wonach im Nuklearkomplex Majak im Südural bei der Produktion einer Komponente des Neutrinoexperimentes im Jahre 2017 ein Unfall zu hohen Rutheniumkonzentrationen führte, welche Umweltlabors in vielen Ländern nachwiesen. Die Indizien wiesen schon 2017 darauf hin, dass der Unfall im Zusammenhang mit einer Lieferung des Radioisotops Ce-144 für das Neutrinoexperiment stand. Die Analyse der Arbeitsgruppe bestehend aus 68 Autoren präzisiert diesen Indizienbeweis nun. Russland bestreitet dies jedoch nach wie vor.